# Byttneria affinis
Byttneria affinis är en malvaväxtart som beskrevs av Johann Baptist Emanuel Pohl. Byttneria affinis ingår i släktet Byttneria och familjen malvaväxter. Inga underarter finns listade i Catalogue of Life.